# Макроглобулинемия Вальденстрёма
Макроглобулинемия Вальденстрёма (болезнь Вальденстрёма) — одна из форм злокачественных моноклональных гаммапатий, сопровождающаяся секрецией злокачественными плазматическими клетками высокомолекулярного и очень вязкого белка, так называемого макроглобулина Вальденстрёма, относящегося к иммуноглобулинам класса M (IgM).
При макроглобулинемии Вальденстрёма характерны:
- значительное повышение вязкости крови со склонностью к образованию тромбозов
- нарушение обмена кальция и фосфора вследствие связывания ионов кальция с макроглобулином
- развитие остеопороза и склонность к переломам костей
- боли в мышцах, костях
- парапротеинурия (выделение аномального парапротеина с мочой) и развитие канальцевой нефропатии и почечной недостаточности
- снижение иммунитета

Названа в честь шведского врача Яна Вальденстрёма (1906—1996).